# Karmelo C. Iribarren
Karmelo C. Iribarren (San Sebastián, 19 de septiembre de 1959) es un poeta español.

## Biografía
Empieza a leer muy pronto y vorazmente ("sobre todo novelitas de aventuras" según confiesa) y también empieza a trabajar pronto "de vendedor, de albañil, de encuestador, en fin, de todo". Y finalmente de camarero durante más de veinte años, aunque es a los trece cuando se pone por primera vez detrás de una barra "en una especie de residencia de ancianos".
Ni va a la universidad ni forma parte de ningún tipo de círculo o conventículo literario. "Eso sí,  me he leído la Biblia en verso. Miles de libros". Durante mucho tiempo no se decide a reunir en un volumen sus primeros versos, aunque aparecen poemas sueltos en distintos fanzines ya a partir de los últimos setenta. Sin embargo, una noche de 1989, destruye todo lo escrito hasta ese momento, con excepción de unos cuantos poemas de 1985 y 1986, que integra más tarde en sus libros.
En 1993, el Ateneo Obrero de Gijón incluye su plaquette Bares y noches en la colección de poesía Máquina de Sueños, dedicada a difundir la obra temprana de autores poco conocidos, lo que le anima a enviar el original de su primer libro, La condición urbana, al editor y también poeta Abelardo Linares. La sevillana editorial Renacimiento, de la que este es responsable, lo publica en 1995 y se convierte en su casa habitual en adelante.
Serie B  y Desde el fondo de la barra, en 1998 y 1999, confirman que ha encontrado una voz propia. La crítica se apresura a catalogarlo junto a los representantes del realismo sucio, y es cierto que tanto Bukowski como Carver figuran entre sus referentes, pero es Luis Antonio de Villena quien subraya que ninguno de ellos lleva tan lejos como Iribarren la austeridad formal que conduce a una literatura casi desnuda, por lo que propone los términos minimalismo y realismo limpio como más adecuados a su caso. Claro que muchos también le cuentan entre los cultivadores de la poesía de la experiencia, grupo formado por autores de su generación al fin y al cabo, pero de quienes le alejan determinados aspectos como el apego de éstos a la métrica tradicional.
Con el nuevo siglo la poesía de Iribarren empieza a ser más conocida y apreciada, como prueban la antología de poemas traducidos al euskera Gainontzekoa, kontuak dira en 2000, y sobre todo La ciudad en 2002, que contiene una selección personal de su obra entre 1985 y 2001, incluyendo dieciséis inéditos. Este libro es el número dos de la popular colección Antologías de Renacimiento, que acaba de inaugaurarse con el de Luis García Montero y dedica los siguientes a la obra de, entre otros, Carlos Marzal, Juan Luis Panero, Claudio Rodríguez, Agustín de Foxá, Félix Grande, Andrés Trapiello o Roger Wolfe en 2007, volumen de cuya selección se ocupa el propio Iribarren y prologa Luis Alberto de Cuenca.

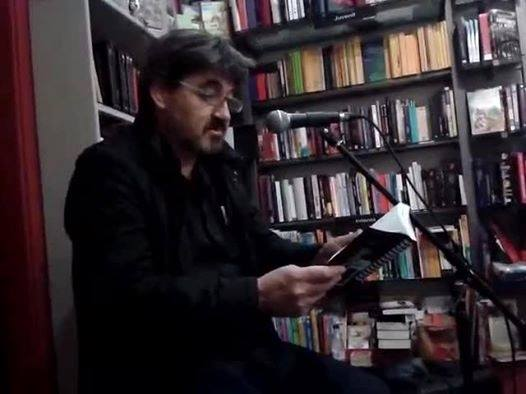
Karmelo C. Iribarren

Por fin en 2005 aparece su poesía completa bajo el título Seguro que esta historia te suena (1985-2005), donde compila toda su producción añadiendo el nuevo capítulo La frontera y otros poemas además de veintitrés Poemas dispersos, de los que recupera algunos en títulos posteriores. Joaquín Juan Penalva recuerda que, con la publicación de este libro de libros, Iribarren da por cerrada su obra, ya que tiene la impresión de haber contado todo lo que se propuso.
No es así. Después de que Anaya edite otra antología en 2006, esta vez orientada al lector joven, con el título El tamaño de los sueños, en 2007 da a la imprenta su nuevo poemario Ola de frío. La segunda edición, en 2008, de la antología La ciudad, sin duda su personal best seller, acoge también poemas de este último título y el número de inéditos que contiene se eleva a veintiséis.
Después aparece Atravesando la noche, que publica Huacanamo en 2009. Además, Ola de frío conoce una segunda edición ese mismo año, y al siguiente Antonio Ventura, responsable de la editorial especializada El jinete azul, le da la oportunidad de llenar un peculiar volumen llamado Versos que el viento arrastra con nuevos poemas dedicados al público infantil e ilustrados por Cristina Müller.
En 2011, Ediciones del 4 de agosto incluye en su colección de cuadernillos elaborados artesanalmente Planeta Clandestino la curiosa antología Un leve guiño de luz hacia la sombra en edición limitada, numerada y firmada por el autor. Se trata de una selección a cargo de Carmen Beltrán de veintiséis breves poemas, uno de ellos inédito, en torno a los más variados objetos (entre otros, un cigarrillo, una foto, una americana, una chapa de Kas, un busto de Baroja o un poema como objeto).
Poco después, llega a las librerías Otra ciudad, otra vida, de nuevo bajo el sello Huacanamo, libro que ahonda en el tono elegíaco y triste de Atravesando la noche, sin por ello renunciar a su ironía característica, y que extrema además su búsqueda de la concisión, más acusada con cada nueva entrega.
En mayo de 2012, aparece la nueva edición de su poesía completa Seguro que esta historia te suena (1985-2012), en la que al contenido de la anterior (La condición urbana, Serie B, Desde el fondo de la barra y La frontera y otros poemas) se añaden los libros Ola de frío, Atravesando la noche, Otra ciudad, otra vida y una sección titulada Inéditos y otros poemas que incluye treinta composiciones más.
Muestras de su obra forman parte entonces de dos antologías significativas: A finales de 2012, Diez de diez. Poesía española reciente de la editorial mexicana Tedium Vitae, junto a Javier Cánaves, Rafael Fombellida, Pablo García Casado, Michel Gaztambide, Raquel Lanseros, Itziar Mínguez Arnáiz, Pepe Ramos, Javier Salvago y Arturo Tendero; y a principios de 2013, Disociados. Antilogía de Ya lo dijo Casimiro Parker, junto a El Ángel, Roger Wolfe y David González.
En junio de ese mismo año Renacimiento publica su nuevo poemario Las luces interiores, que tiene una gran acogida y es seguido en diciembre por el siguiente, titulado La piel de la vida y a cargo de Baile del Sol. Casi al mismo tiempo, en Argentina, aparece una nueva antología (No hay más) coeditada por Kriller71 y Zindo y Gafuri, una selección que repasa toda su trayectoria. 
En 2014 se editan, de nuevo en Renacimiento, Diario de K, su primer trabajo en prosa, un conjunto de textos breves sobre los más variados asuntos, que pese al cambio de género, comparte con el resto de su obra una mirada muy personal, y una nueva edición de la antología La ciudad, ampliada con poemas de sus últimos libros (Atravesando la noche, Otra ciudad, otra vida, Las luces interiores y La piel de la vida) y algunos inéditos.
Lo mismo ocurre al año siguiente con Seguro que esta historia te suena, que vuelve a editarse por tercera vez, añadiéndose Las luces interiores, La piel de la vida e inéditos a su contenido, y convertido así en el volumen que recoge toda su obra en verso publicada entre 1985 y 2015. 
Obra que se prolonga en 2016 con el nuevo libro de poemas titulado Haciendo planes, al que sigue, poco después, una segunda edición, notablemente ampliada, de Diario de K, ambos en Renacimiento.
2017 es su año. Comienza con la reedición de Las luces interiores (2013), uno de sus libros más celebrados, bajo nueva portada y completado con nuevos poemas, al que siguen sendas antologías: El amor, ese viejo neón, en Aguilar y Pequeños incidentes, en Visor, prologado por Luis García Montero, publicaciones que tienen una gran repercusión en los medios. 
Finalmente, aparece, de nuevo en Visor, Mientras me alejo, su esperado nuevo poemario, también con gran acogida, y después, el estudio de Pablo Macías sobre su obra Otra manera de decirlo. La poesía de Karmelo C. Iribarren, en Renacimiento.
En 2018 el libro La frontera y otros poemas, que forma parte del volumen de poesía completa Seguro que esta historia te suena desde su primera edición de 2005, es publicado por primera vez de forma independiente. En julio, la primera edición de los premios "Los libreros recomiendan", creados por CEGAL (Confederación Española de Gremios y Asociaciones de Libreros), elige Mientras me alejo como el mejor libro del año en la categoría de poesía. En octubre, este mismo libro recibe también el Premio Euskadi de literatura en castellano. En noviembre, gana el 41 Premio Internacional de Poesía "Ciudad de Melilla" con su nueva obra Un lugar difícil y se publica Los cien mejores poemas de Karmelo C. Iribarren, antología que elabora y prologa José Luis Morante.
En 2019, todos sus poemarios aparecen en un solo volumen, esta vez en Visor, con prólogo de Pedro Simón y bajo el título Poesía completa (1993-2018), ampliando la última edición de Seguro que esta historia te suena con Haciendo planes y Mientras me alejo, y actualizando los títulos reeditados. En abril se publica el premiado Un lugar difícil. En octubre aparece una antología de su obra en portugués (Estas Coisas Acontecem Sempre de Repente) y en noviembre, la traducción al inglés de Versos que el viento arrastra (Poems the Wind Blew in), sus poemas para niños, realizada por Lawrence Schimel y galardonada con el English PEN Award, además de reconocida al año siguiente como finalista del premio del Centre for Literacy in Primary Education, lo que ocurre por primera vez con una obra traducida.
A finales de 2020, una nueva edición de su Poesía completa (1993-2019) incorpora Un lugar difícil a su contenido. En 2021, aparece El escenario y consigue el Primer Premio del Tren "Antonio Machado" con el poema inédito "A punto de partir". En 2022, la editorial Papeles Mínimos publica una nueva versión ampliada de su obra en prosa, esta vez titulada Diario de K (2010-2022). De la misma forma, en noviembre de 2023 se reedita Versos que el viento arrastra bajo el sello Olé Libros, incorporándose nuevos poemas a su contenido acompañados por nuevos dibujos de Cristina Müller.
El 16 de diciembre de 2023, en Barbastro (Huesca), gana el LV Premio Internacional de Poesía Hermanos Argensola con el poemario La última del domingo, que en 2024 edita Visor.

## Adaptaciones a otros medios
En 2006, aparece el libro de relatos Secundarios de lujo del novelista Juan M. Velázquez, que incluye un cuento titulado Pobres diablos. Éste constituye, según su autor, un intento de desarrollar el poema de Iribarren del mismo título que forma parte de La frontera y otros poemas.
En 2011, el cantautor y poeta Vicente Llorente pone música a Los días normales, uno de los poemas de Atravesando la noche, convirtiéndolo en canción. El cineasta Jairo Arráez se encarga de realizar un videoclip sobre este tema que aparece en Internet el 16 de mayo.
Ese mismo año, se produce y estrena el cortometraje Bajo una luz distinta, dirigido por Neftalí Vela y basado en un poema homónimo de Iribarren que también forma parte de su libro Atravesando la noche.
En 2012, el poema Supervivencia, de Serie B, es uno de los elegidos por la Asociación para el Desarrollo de la Ribagorza Románica y el periodista Ferran Barber, responsable del proyecto, para formar parte de la llamada Carrer de la Poesia. Esta iniciativa consiste en situar sobre muros, vallas y farolas a lo largo de un paseo en el Valle de Bohí (Lérida), una serie de obras de distintos poetas contemporáneos.
En 2013, algunos de sus poemas son musicados por Gorka Gabilondo, Javi Irurtia y Lorea Azpeitia e incluidos, junto a otros de distintos autores, en el disco Borbotones en el aula.
En La vida mancha (Enrique Urbizu, 2003), hacen referencia a una inexistente calle con su nombre.

## Sobre su poesía
"Nada en sus versos responde a un programa, sino a la vida, su vida, vivida o malvivida; de ahí la presencia del humor y de la ironía, de la noche, el alcohol, las mujeres reales y las entresoñadas, las calles de su ciudad con sus charcos de lluvia y sus semáforos, las gentes con quien por un instante se cruza o ve tras un cristal o en la barra de un bar y también el peso cada vez más grave del paso de los años. De ahí esa mirada suya tan desapegada y tan cercana, tan antisentimental y tan sentimental a un tiempo. Sus poemas, hablen de lo que hablen –y hablan de muchas cosas- hablan siempre de él mismo, es decir, de todos nosotros, sus lectores; quien los lea tocará, como quería Whitman, no un libro sino un hombre."
Abelardo Linares, de la reseña de solapa de La ciudad (Antología 1985-2008), segunda edición, de Karmelo C. Iribarren

## Obra

### Prosa
- Diario de K, Renacimiento, Colección A la Mínima, 2014, prólogo de Enrique García-Máiquez, reseña de solapa de Ape Rotoma

- Diario de K (segunda edición ampliada y revisada), Renacimiento, Colección A la Mínima, 2016

- Diario de K (2010-2022) (tercera edición ampliada y revisada), Papeles Mínimos, Narrativa, 2022, prólogo de José Luis Cancho

### Poesía
Libros
- La condición urbana, Renacimiento, 1995

- Serie B, Renacimiento, 1998

- Desde el fondo de la barra, Línea de fuego, 1999

- La frontera y otros poemas, Renacimiento, 2005

- Ola de frío, Renacimiento, Colección Calle del Aire, 2007

- Atravesando la noche, Huacanamo, 2009

- Versos que el viento arrastra, El jinete azul, 2010, Olé Libros, 2023, ilustraciones de Cristina Muller

- Otra ciudad, otra vida, Huacanamo, 2011

- Las luces interiores, Renacimiento, 2013

- La piel de la vida, Baile del Sol, 2013

- Haciendo planes, Renacimiento, 2016

- Mientras me alejo, Visor, 2017, prólogo de Luis Alberto de Cuenca, Premio "Los libreros recomiendan", Premio Euskadi

- Un lugar difícil, Visor, 2019, Premio Internacional de Poesía Ciudad de Melilla

- El escenario, Visor, 2021

- La última del domingo, Visor, 2024

 Plaquettes 
- Bares y noches, Ateneo Obrero de Gijón, Colección Máquina de Sueños, 1993
- Un leve guiño de luz hacia la sombra. La poesía de las cosas (1985-2001), antología, 4 de agosto, Colección Planeta Clandestino, 2011, selección y notas de Carmen Beltrán Falces
- Poemas, antología, Aula Enrique Díez-Canedo, 2015

Antologías
- La ciudad (Antología 1985-2001), Renacimiento, 2002, prólogo de Vicente Tortajada, epílogo de Michel Gaztambide, reseña de solapa de Luis Antonio de Villena
- Seguro que esta historia te suena. Poesía completa (1985-2005), Renacimiento, Colección Calle del Aire, 2005
- El tamaño de los sueños, Anaya, 2006
- La ciudad (Antología 1985-2008) (segunda edición corregida y ampliada), Renacimiento, 2008, prólogo de Joaquín Juan Penalva, epílogo de Vicente Tortajada, reseña de solapa de Abelardo Linares
- Seguro que esta historia te suena. Poesía completa (1985-2012) (segunda edición corregida y ampliada), Renacimiento, Colección Calle del Aire, 2012
- No hay más, Kriller71 y Zindo y Gafuri, 2013
- La ciudad (Antología 1985-2014) (tercera edición), Renacimiento, 2014, prólogo de José Luis Morante, epílogo de Vicente Tortajada, reseña de solapa de Abelardo Linares
- Seguro que esta historia te suena. Poesía completa (1985-2015) (tercera edición corregida y ampliada), Renacimiento, Colección Calle del Aire, 2015
- Pequeños incidentes. Antología poética, Visor, 2017, prólogo de Luis García Montero
- El amor, ese viejo neón, Editorial Aguilar, 2017
- La frontera y otros poemas (edición exenta), Renacimiento, 2018
- Poesía completa (1993-2018), Visor, 2019, prólogo de Pedro Simón
- Los cien mejores poemas de Karmelo C. Iribarren, Isla de Siltolá, 2018, selección y prólogo de José Luis Morante
- San Sebastián Blues, Papeles Mínimos, 2020
- Poesía completa (1993-2019) (segunda edición corregida y ampliada), Visor, 2020, prólogo de Pedro Simón
- Mi nombre es K. Autorretratos 1995-2021, Papeles del Náufrago, 2022, edición de Antonio Lafarque

Traducciones
- Gainontzekoa, kontuak dira (antología, traducción al euskera de Xabier Etxart), Erein, 2000
- Estas Coisas Acontecem Sempre de Repente (antología, traducción al portugués de Francisco José Craveira de Carvalho), Do Lado Esquerdo, 2019
- Poems the Wind Blew in: Poems for Children (Versos que el viento arrastra, traducción al inglés de Lawrence Schimel), The Emma Press, 2019
- Os velhos tempos (antología, traducción al portugués de Francisco José Craveira de Carvalho), Temas Originais, 2022

### Antologías colectivas que incluyen su obra
- Poesía española contemporánea, Fundación Cervantes, Biblioteca de Literatura Española, 1997, poesía española traducida al ruso
- Viento de cine. El cine en la poesía española de expresión castellana, Hiperión, 2002, selección, introducción y notas de José María Conget
- Poesía vasca contemporánea, 2003, poesía en euskera y castellano traducida al portugués, selección de Kepa Murua
- Efectos secundarios, Anaya, 2004, selección de Antonio Ventura y Samuel Alonso Omeñaca
- Poemas para cruzar el desierto, Línea de Fuego, 2004, selección de Ángel Sierra y Eduardo Errasti
- Vida de perros, Buscarini, 2007, edición y prólogo de Diego Marín A.
- Poesía para bacterias, Cuerdos de Atar, Colección Bala Rasa, 2008, selección de Sergi Puertas
- Resaca / Hank Over. Un homenaje a Charles Bukowski, Caballo de Troya / Random House Mondadori, 2008, selección y prólogo de Patxi Irurzun y Vicente Muñoz Álvarez
- Poesía viva. Poetas vascos en castellano, Muelle de Uribitarte, Colección Gerión de Poesía, 2009
- Viscerales, Ediciones del Viento, 2011, selección y prólogo de Mario Crespo y José Ángel Barrueco
- Nínfulas, Centro Cultural Generación del 27, 2011, selección y prólogo de Juan Bonilla
- Aquel agosto de nuestras vidas y 100 balas de plata clandestinas (Antología-homenaje al Planeta Clandestino), 4 de agosto, Colección Planeta Clandestino, 2012, selección y prólogo de Ignacio Escuín Borao
- Diez de diez. Poesía española reciente, Tedium Vitae, Guadalajara (México), 2012, edición de Sergio Ortiz
- Disociados. Antilogía. El Ángel, Karmelo C. Iribarren, Roger Wolfe y David González, Ya lo dijo Casimiro Parker, 2013, selección y prólogo de José Ángel Barrueco y Gsús Bonilla
- El libro de Adiós. Antología de la muerte. Cuentos, poesías y fotografías, Funespaña, 2013, selección de Javier Gil Martín
- Ángeles errantes. Las nubes en el cielo poético español, Antigua Imprenta Sur, 2013, edición de Antonio Lafarque
- En legítima defensa. Poetas en tiempos de crisis, Bartleby Editores, 2014, prólogo de Antonio Gamoneda
- La tertulia errante, El Gallo de Oro, 2015
- La casa de los corazones rotos, Ediciones Vitruvio, 2015, selección de Abel Santos
- Gente de Nod, KRK Ediciones, 2016, fotografías de Alejandro Nafría, selección de Emma Cabal
- Estos días azules y este sol de la infancia. Poemas para Antonio Machado, Visor, 2018
- La escritura plural. 33 poetas entre la dispersión y la continuidad de una cultura. Antología actual de poesía española, Editorial Ars Poetica, 2019, selección, notas y presentación de Fulgencio Martínez, prólogo de Luis Alberto de Cuenca
- Marcas en la piedra. Doce aforistas vascos, Renacimiento, 2019, edición de Aitor Francos
- La cerveza, los bares, la poesía. Antología, Visor, 2020, edición de Jesús García Sánchez
- 11 aforistas a contrapié, Liliputienses, 2020, edición, selección y prólogo de José Luis Morante
- La sonrisa de Nefertiti, Cypress, 2020, edición de Ricardo Virtanen
- Para una teoría del aforismo, Editorial Trea, 2020, edición de Javier Sánchez Menéndez
- La casa del poeta. Versos para quedarse a vivir, Trampa Ediciones, 2021, selección de Carmen Berasategui y Gonzalo Escarpa
- Horror en el hipermercado. Poesía y publicidad, Ediciones Universidad de Valladolid, 2021, estudio y selección de Luis Bagué Quílez y Susana Rodríguez Rosique
- La casa del presente. 14 poetas vascos, Olifante Ediciones de Poesía, 2021, edición y prólogos de Íñigo Linaje y Ángel Guinda
- A garça impassível. 17 poetas traduzidos do inglés e do espanhol, Ediçoes Sempre Em-Pe, 2022, selección y traducción al portugués de Francisco José Craveiro de Carvalho
- Antología del descarte, Jákara Editores, 2022, edición de Jesús García Gallego, ilustraciones de Plácido Romero
- Las cosas claras. Antología poética, Grupo editorial Caronte, 2024, poemas de Emma Cabal, Ape Rotoma, Albert Sihod y Karmelo C. Iribarren, prólogo de Óscar Alonso Pardo

### Como antólogo
- Días sin pan (antología) de Roger Wolfe, Renacimiento, 2007, selección de Karmelo C. Iribarren, prólogo de Luis Alberto de Cuenca

## Premios
- Premio Los Libreros Recomiendan 2018 otorgado por los libreros independientes españoles (CEGAL) por el poemario Mientras me alejo.[25]
- Premio Euskadi de Literatura 2018 otorgado por el Gobierno Vasco.
- Premio Internacional de Poesía Ciudad de Melilla, 2018, por la obra Un lugar difícil.
- English PEN Award, 2019, y finalista del premio del Centre for Literacy in Primary Education, 2020, por Poems the Wind Blew in: Poems for Children, traducción de Versos que el viento arrastra.
- Primer Premio del Tren 2021 "Antonio Machado" de Poesía por el poema "A punto de partir" otorgado por la Fundación de los Ferrocarriles Españoles.[26]
- LV Premio Internacional de Poesía Hermanos Argensola entregado en Barbastro en 2023 por el libro La última del domingo.